# Pau López
Pau López Sabata (ur. 13 grudnia 1994 w Gironie) – hiszpański piłkarz, występujący na pozycji bramkarza. W latach 2018-2019 dwukrotny reprezentant Hiszpanii. Wychowanek Espanyolu.